# Gaston IV
Gaston IV (? – 1131) bio je francuski plemić, vikont Bearna u srednjem vijeku (1090 – 1131). Poznat je i kao Gaston Krstaš (francuski: le Croisé) jer je postao krstaš te je učestvovao u Prvom krstaškom ratu.

## Porodica
Bio je sin vikonta Santula V i njegove rođake Gisle (Gizela); par se rastao zbog incesta nakon rođenja Gastona. Gaston je nazvan po svom dedi, Gastonu III (koji možda nije bio pravi vikont).

## Vladavina
Gaston IV je pobedio Daks te preuzeo kontrolu nad sledećim mestima, koja su znana pod imenima – Mikse, Ortez (Ortès) i Ostabat-Asme. Ipak, i dalje je tehnički bio vazal vojvode Akvitanije.
Na povratku iz rata u Bearn, Gaston je dao podići mnoge crkve te je smatran pobožnim katolikom. On sam je smatrao da katolici i muslimani mogu da žive u miru skupa.

## Brak
Gastonova supruga je bila španska plemkinja, Talesa Sančes (Talèse d'Aragon). Imali su decu:
- Giskarda[4]
- ćerka
- Santul
- Santul VI, nazvan po dedi